# Общо право
Общо право (на английски: common law) е единна система от прецеденти. Това е право, което е развито от съдиите чрез съдебните решения (още наричано прецедентно право) за разлика от статутното право или изпълнителни правителствени действия. Системата на общото право (common law system) e правна система, която дава изключително голяма прецедентна тежест на общото право. Това правно семейство е разпространено във Великобритания, САЩ, Канада, Австралия, Нова Зеландия и други страни, повечето бивши английски колонии.

## Терминология
В България, Русия и други страни общото право бива наричано и англосаксонска правна система, както и прецедентно право .